# L'EUR e Roma dagli anni Trenta al Duemila
L'EUR e Roma dagli anni Trenta al Duemila è un saggio di Italo Insolera e Luigi Di Majo che riguarda storia della città satellite iniziata per l'Esposizione Universale del 1942 e completata negli anni cinquanta-sessanta del XX secolo.
Voluto da Bottai e Mussolini per un'esposizione internazionale che, a causa della guerra non si tenne mai, l'EUR è diventato poi il quartiere e centro direzionale a sud di Roma, caso emblematico dei contraddittori progetti succedutisi per decenni. Il libro ne ricostruisce in maniera estremamente documentata le vicende e le prospettive storiche, politiche, urbanistiche, architettoniche con un ricco e inedito apparato illustrativo che permette di seguire anche visivamente la storia del quartiere e dei suoi protagonisti. Le trasformazioni architettoniche avviate dall'inizio del XXI secolo e l'espansione di Roma verso il mare hanno in questo libro le indispensabili premesse storiche.

## Edizioni
- Italo Insolera e Luigi Di Majo, L’EUR e Roma dagli anni Trenta al Duemila, collana Grandi opere, Laterza,  pp. 290, cap. 19, ISBN 88-420-2797-9.